# Ludwig Vandevelde
Ludwig Vandevelde (Antwerpen, 1957) is een beeldhouwer.

## Opleiding en werk
Vandevelde studeerde aan de Koninklijke Academie voor Schone Kunsten in Gent tussen 1977 en 1982. Vrij kort na het afstuderen nam hij deel aan tentoonstellingen in de Antwerpense kunstscene (Montevideo (later Galerie Annie Gentils, Galerie Zeno X). Vandevelde was naar eigen zeggen niet voorbereid om in het commerciële circuit te werken. Het was pas in 1987 dat hij terug deelnam internationale tentoonstellingen. Zijn vriend en collega Joachim Bandau introduceerde het werk van Vandevelde in Duitsland. Zeer snel werd het werk getoond in verschillende ‘Kunstvereins’ (Aachen, Düsseldorf, Krefeld, Lübeck, Bremen) en in commerciële galerieën (Schröder, Produzentengalerie, Juli Kewenig, Seitz & Partner). Ondertussen werd zijn werk vaak geselecteerd voor deelname aan exposities die werden ondersteund door de Vlaamse Gemeenschap (Kassel, Madrid, Sintra). Ook nam hij deel aan de Biënnale van Venetië in 1991. Een tijdlang werkte de kunstenaar samen met de Galerie F17 in Gent. 
In 2000 nodigde directeur Flor Bex de kunstenaar uit voor een groot overzicht van zijn werken in het Muhka. Een deel van die presentatie werd later getoond in het Rijksmuseum Twenthe in Enschede en in het Groeninghe-museum in Brugge. 
In 2004 nam Ludwig Vandevelde een pauze in zijn atelier, om zich volledig te weiden aan de uitbouw van de net opgezette afdeling beeldhouwkunst aan zijn alma mater. Dat deed hij samen met collega Bart Van Steenkiste, en later met Peter Rogiers. 
Sindsdien wisselt de kunstenaar  zijn artistieke praktijk af met die als pedagoog. In 2012 behaalde hij de graad van ‘Doctor in de Kunsten’ met een onderzoeksproject met als titel ‘Pietà, Fenomenologie van een creatieproces’

### Gestolen werk
In juli 2016 werd er een werk van Vandevelde ontvreemd uit Oelegem. Het gaat om het kunstwerk Boeket 1 dat tussen de 500 en 1000 kilo weegt. Het werk was verplaatst vanwege een evenement en stond hierdoor op een andere plek dat minder in het zicht was.

## Stijl en inhoud
De sculpturen van Vandevelde zijn vrijwel steeds figuratief-realistisch en uitgevoerd in zwart gebeitst eikenhout. Daarbij zoekt steeds aansluiting met de grote historische stijlperiodes Middeleeuwen, Renaissance en Barok.
Vandevelde gaat niet mee in de opvatting dat het modernisme een paradigma-shift heeft veroorzaakt die elke referentie met vroegere kunstperiodes onmogelijk zou maken. Voor de kunstenaar heeft de grote kunst uit het verleden een even grote waarde als die van de huidige tijd.
Hij werkt steeds in thematische reeksen.

## Rijksmuseum Twenthe
Het Rijksmuseum Twenthe heeft een 17-tal werken van Vandevelde. Zo schonk de kunstenaar in augustus 2015 twee beelden, te weten "Mater Dolorosa 1" en "Graf" aan het museum. Deze beelden uit 2013 behoren tot een reeks van zeven beelden rondom het historisch en religieuze thema van de Piëta.